# 小林製藥紅麴補充品事件
小林製藥紅麴補充品事件（日语：小林製薬紅麹サプリメント問題）是一起小林製藥所產紅麴產品疑致服用者患病甚至死亡的營養補充品安全事件，於2024年3月22日在日本曝光。

## 概要

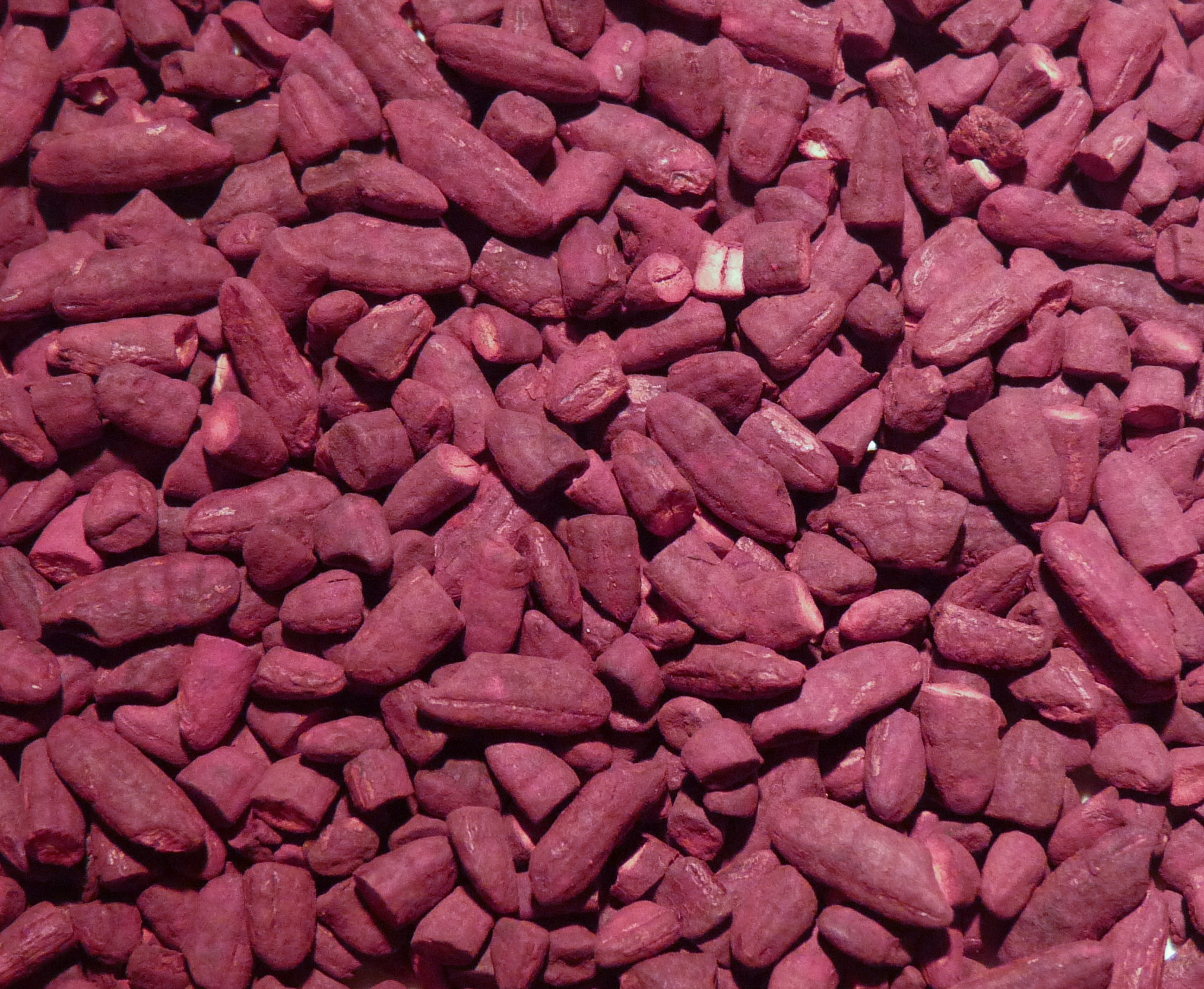
紅麴米天然含有可治療高膽固醇血症的洛伐他汀

主要涉事產品名為「红麹胆固醇颗粒」（日语：紅麹コレステヘルプ）。據小林製藥稱，該產品能降低人體內的低密度脂蛋白膽固醇水平。截止2024年4月，涉事相關補充品服用者中，已有5人死亡，逾200人送醫住院，上千人因身体不适求医。因相關紅麴製品被認為含有有毒有害物質，小林製藥對相關產品自主召回，此後所在的大阪市政府亦依照日本食品衛生法對其發布回收命令。因小林製藥所產紅麴原料亦向食品、釀酒企業出售，事態進一步擴大。
日本以外，3月27日，該事件新聞登上中華人民共和國網路熱搜，不安情緒在網路中蔓延；儘管相關產品並未正式引進中國，中国消费者协会仍提醒消费者停止服用，並積極配合召回。3月29日，韓國政府下令禁止涉事紅麴產品入境，將在海關清關階段被處理或退回。3月31日，台灣衛生福利部食品藥物管理署已通報六起或與小林製藥紅麴產品相關的急性腎損傷病例。CBS新聞稱日本的情況亦引發包括美國在內的海外市場憂慮。
小林製藥稱，生產該營養補充劑的紅麴原料可能混入了此前未預料到的物質。儘管許多服用者係在2023年9月後出現的健康問題，仍不能確認紅麴問題僅與特定時期相關。

軟毛青黴酸的键线式结构，它是目前推定的可能致病物質

紅麴米發酵過程若不理想，則有機率產生具有腎毒性的橘黴素，但該物質在涉事原料中未有檢出。3月29日，日本厚生勞動省稱已收到小林製藥報告。此報告稱涉事患者所服用的一批次產品中，可能存在的「未知物質」為軟毛青黴酸。但在接受報告當日，該物質來源，以及同腎病的關係仍不能得到確證。厚生勞動省已展開對小林製藥大阪產線的調查；為探究軟毛青黴酸的毒性，小林製藥稱將與日本政府合作開展動物性實驗。
2024年4月19日，日本厚生劳动省表示，在2023年6月至8月生产的红曲原料中，除软毛青霉酸外，还检出了至少两种“意想不到的物质”，不过具体是何种物质暂未公开，亦不清楚这些物质是否与消费者健康受损有关。
2024年5月28日，日本厚生劳动大臣武見敬三表示，确认在小林制药公司含红曲成分保健品原料中检测到的软毛青霉酸会对肾脏造成不良影响。
截止到2024年8月6日，此次事件導致104人死亡。小林製藥負責人在董事会上称，将会退出红麴相关产品的制售。

## 時間線
- 2024年
  - 1月15日，出現首例患者報告。[11]
  - 3月22日，事件曝光。[11]
  - 3月26日，小林製藥通報其紅麴產品服用者首例死亡病例。[11][19]
  - 3月28日，岸田文雄表示政府將繼續查明原因。[11]當晚小林製藥通報第五起死亡。[20]
  - 3月29日，小林製藥下午2時在大阪召開記者會，社長等高層管理人士向消費者鞠躬致歉，表示將對涉事消費者進行補償。[21]
  - 4月3日，小林製藥成立对策总部，负责推进原因调查和问题产品回收工作。[22]
  - 4月9日，日本肾脏学会表示，服用問題保健品的多数患者出现范可尼综合征。截至當天，服用小林制药问题保健品的消费者中已有212人住院治疗[23]。
  - 6月28日，日本厚生劳动大臣武见敬三称，厚生劳动省共收到170件通報。經篩查後，發現有76人疑因服用小林制药问题红曲保健品而死亡。武见敬三表示對於小林製藥未回報實際死亡人數感到相當遺憾，決定後續將由厚生劳动省接手調查個案，不會交由小林製藥判斷。[24][25][26][27]
  - 7月8日，日本大阪市市長横山英幸公佈有關死亡人數增至93人。[28]
  - 7月22日，小林製藥的會長小林一雅和社長小林章浩因此事件而辭職。[29]

## 外部鏈接
- 紅麹関連製品の使用中止のお願いと自主回収のお知らせ （页面存档备份，存于） - 小林製薬
- 紅麹を含む健康食品関係について （页面存档备份，存于） - 消費者廳

- 小林製薬が製造する紅麹関連製品による健康被害について （页面存档备份，存于） - 農林水産省